# Uliocnemis concisiplaga
Uliocnemis concisiplaga är en fjärilsart som beskrevs av Walker 1861. Uliocnemis concisiplaga ingår i släktet Uliocnemis och familjen mätare. Inga underarter finns listade i Catalogue of Life.